# Mike Cubbage
Mike Cubbage (Charlottesville, Virginia; 21 de julio de 1950-Charlottesville, 11 de agosto de 2024) fue un beisbolista, entrenador y mánager de béisbol estadounidense  que jugó ocho temporadas con tres equipos en la MLB en la posición de tercera base.

## Carrera

### Jugador
A nivel universitario Cubbage jugó para los Virginia Cavaliers en béisbol y fútbol americano, pero se decidió por el béisbol al final. Originalmente fue seleccionado por los Washington Senators en la quinta onda del draft de la MLB de 1968 pero no firmó contrato. Nuevamente Washington lo seleccionaría en la segunda ronda del draft de 1971, donde estuvo en el sistema de ligas menores por cuatro años antes de pasar a los Texas Rangers el 7 de abril de 1974 donde debutó en un partido ante los Oakland Athletics. Jugó nueve partidos con los Rangers en 1974, y no conectaría su primer hit sino hasta el 20 de junio de 1975 en un partido ante los California Angels, donde pegó tres hits en cinco turnos con cuatro carreras impulsadas.
Cubbage sería cambiado junto a Roy Smalley III, Bill Singer y Jim Gideon a los Minnesota Twins por Bert Blyleven y Danny Thompson el 1 de junio de 1976. El 27 de julio de 1978 bateó el ciclo ante los Toronto Blue Jays en la victoria por 6-3.
Cubbage firmaría como agente libre con los New York Mets en 1981. En su carrera como jugador fue considerado como un jugador utility, jugando principalmente en la tercera base, aunque también jugó de bateador designado. A nivel universitario jugó principalmente de shortstop, pero a nivel profesional nunca jugó esa posición.
En su carrera de ocho temporadas en la MLB Cubbage jugó 703 partidos, su promedio de bateo fue de .258 con 34 cuadrangulares y 251 carreras impulsadas. Durante la temporada invernal jugó en Puerto Rico con los Cangrejeros de Santurce y en Venezuela con los Tiburones de La Guaira.

### Entrenador y Mánager
Cubbage fue mánager en ligas menores por 7 temporadas, donde en 1983 trabajó con los Little Falls Mets y luego con los Lynchburg Mets por dos años. También dirigió al filial AA de los Mets en la Texas League Jackson Mets en 1986 donde alcanzó los playoff. Cubbage sería promovido para dirigir al equipo AAA Tidewater Tides de 1987 a 1989 en la International League.
Cubbage luego pasaría a ser coach de tercera base de los Mets a inicios de los años 1990, y luego sería el mánager interino del club en septiembre de 1991. Dirigió a los Mets en 7 partidos, donde tuvo tres victorias y cuatro derrotas (.429).
Durante en entrenamiento de primavera en 2002 Cubbage fue mánager interino de los Boston Red Sox luego de que Joe Kerrigan fuera despedido. Cubbage se mantuvo en la organización como coach de tercera base luego de que los Red Sox contrataran a Grady Little como mánager.

## Muerte
Cubbage murió de cáncer el 11 de agosto de 2024 a los 74 años.